# Petrus de Vinea

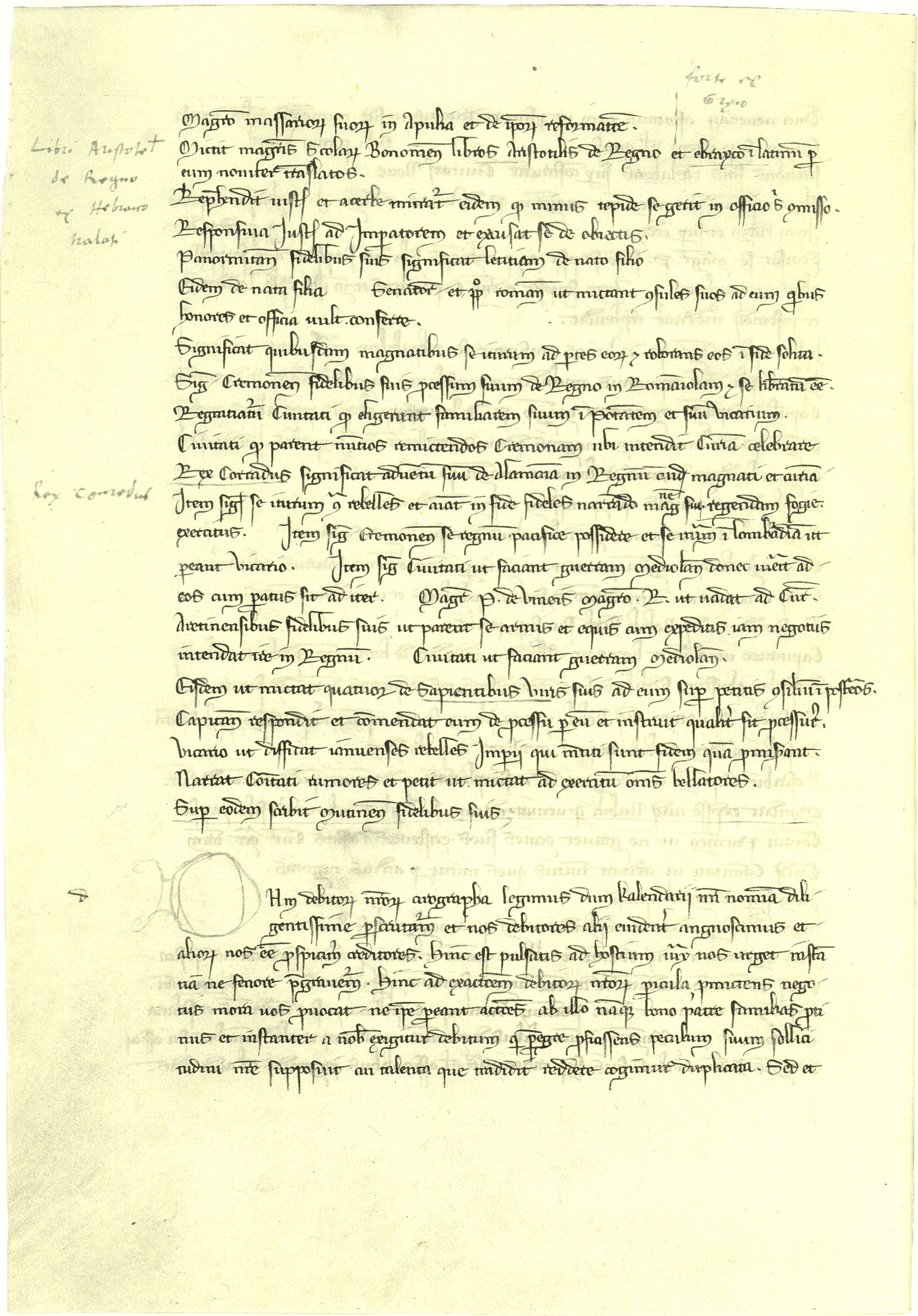
Eine Seite der Briefsammlung des Petrus de Vinea in der Handschrift Rom, Biblioteca Apostolica Vaticana, Vaticanus Palatinus lat. 972, fol. 56v (14. Jahrhundert)

Petrus de Vinea (auch – nicht zeitgenössisch – de Vineis, italienisch auch bekannt als Pier delle Vigne oder Pier della Vigna; * um 1190 in Capua; † April 1249 in San Miniato) war Protonotarius und Kanzler des römisch-deutschen Kaisers und Königs von Sizilien, Friedrich II. aus dem Haus der Staufer.

## Leben
Petrus de Vinea war Sohn eines städtischen Richters aus nichtadligem, aber angesehenem, wenn offenbar auch verarmten Geschlecht in Capua.
Er durchlief als Beamter die Laufbahn der kaiserlichen Verwaltung. Nach dem Studium des kanonischen und bürgerlichen Rechts an der angesehenen Universität Bologna wurde er 1220 Notar Friedrichs II., seit 1224 ist er als Richter am Großhofgericht (Magna curia) bezeugt. 1231 war er der Leiter der kaiserlichen Kommission, welche die Konstitutionen von Melfi verfasste, das erste staatliche Gesetzbuch Europas seit der Antike.
Er erlangte im folgenden Bedeutung sowohl als Jurist an der Magna Curia, als lateinischer Stilist als auch als Kanzleichef (Protonotar seit 1243) und Berater des Kaisers. So erscheint er erstmals 1243 als „imperialis aule protonotarius et regni Sicilie logotheta“. Die Funktion eines Logotheten, die feierliche Verkündung kaiserlicher Urteile und Kundgebungen, hatte Petrus schon 1239 in Oberitalien ausgeübt. Petrus, der zu den engsten Vertrauten Friedrichs gehörte und seit 1244 faktisch die Position eines leitenden Ministers innehatte, wurde vom Kaiser auch mit diplomatischen Missionen betraut. So reiste er im Februar 1235 als Leiter einer sizilischen Delegation nach England, um für Friedrich um die Hand der Prinzessin Isabella zu werben. Sicherlich durch seine Einflussnahme wurde der Stil der kaiserlichen Briefe und Manifeste entscheidend aufgewertet. Die Urkunden der Kanzlei Friedrichs II. sind nach Form und Inhalt der Höhepunkt des mittelalterlichen Urkundenwesens und wurden noch bis ins späte Mittelalter vielfach nachgeahmt. Die um 1270 zusammengestellte Briefsammlung in lateinischer Sprache, die unter seinem Namen bekannt ist, ist in zahlreichen Handschriften überliefert.
Die Hintergründe des Falls Petrus de Vineas, der auch als enger Freund Friedrichs galt, sind nicht eindeutig aufzuklären. Im Jahr 1249 wurde aus dem Hofstaat des Kaisers ein Giftanschlag auf Friedrich II. verübt. Petrus wurde der Teilnahme verdächtigt und geblendet. Eingekerkert in San Miniato, verstarb er kurz darauf, entweder durch Selbstmord oder durch die Folgen der Blendung. Möglich ist, dass Petrus de Vinea tatsächlich Verbindungen zu den Gegnern des Kaisers aufgenommen hatte (wie dem Papst), oder dass er einer Intrige zum Opfer gefallen ist.
Die glanzvolle Laufbahn des Petrus de Vinea, der allerdings sein umfangreiches Vermögen unter anderem durch Korruption erworben hatte, ist auch ein interessanter Aspekt des Wirkens der faszinierenden Gestalt Friedrichs II. Petrus gehörte Friedrichs „sizilianischer Dichterschule“ an und dichtete selbst zwei Canzonen. Das Leben des Petrus de Vinea wurde im Nachhinein stark verklärt, unter anderem von Dante im 13. Gesang des Infernos der Göttlichen Komödie.